# Тринити (приток Кламата)
Тринити (англ. Trinity River) — река на северо-западе штата Калифорния, США. Крупнейший приток реки Кламат.

## История
Группа трапперов во главе с Джедедайей Смитом во время пересечения реки 25 мая 1828 года назвали её Индиан-Скальпс-Ривер.

## География

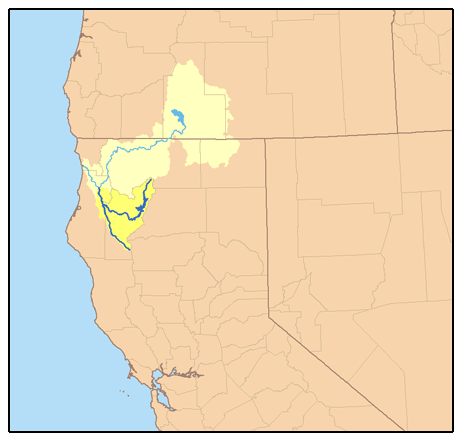
Схема бассейна реки Тринити

Длина реки составляет около 266 км. Бассейн включает юг горного хребта Кламат и северо-запад долины Сакраменто. Площадь бассейна — около 7389 км².
Берёт начало на северо-востоке округа Тринити, на территории национального леса Шаста-Тринити, на восточной стороне хребта Скотт (часть хребта Кламат). Течёт в южном и юго-западном направлениях вдоль западной стороны хребта Тринити, протекая через водохранилища Тринити и Льюстон, которые образованы одноимёнными плотинами. Ниже плотин течёт через городок Уивервилл, протекая вдоль южной стороны хребта Тринити-Альпс. С севера принимает приток Нью-Ривер в районе населённого пункта Бёрнт-Ранч, а с юга — свой крупнейший приток, реку Саут-Форк. После слияния с рекой Саут-Форк-Тринити, течёт главным образом на северо-запад вплоть до впадения в реку Кламат у городка Уэйтчпек, в 32 км от побережья Тихого океана. В нижнем течении протекает через резервацию индейцев хупа.

## Использование
Ранее река была известным местом добычи золота. Сегодня Тринити популярна среди любителей водного отдыха. Плотины Тринити и Льюистон были построены на реке в 1960-е годы в рамках проекта Сакраменто-Вэлли. Большая часть воды реки Тринити отводится каналами в долину Сакраменто, где используется для орошения.